# جيسي شاكون
جيسي شاكون (بالإسبانية: Jesse Chacón Escamillo) هو مهندس فنزويلي، ولد في 9 نوفمبر 1964 في كاراكاس في فنزويلا.